# 舍别基诺区
舍别基诺区（俄语：Шебекинский район）是俄罗斯联邦别尔哥罗德州下辖的一个区，其行政中心为舍别基诺。据2016年统计，该区的人口为90689人。